# Crorema prolixa
Crorema prolixa är en fjärilsart som beskrevs av Hans Daniel Johan Wallengren 1860. Crorema prolixa ingår i släktet Crorema och familjen tofsspinnare. Inga underarter finns listade i Catalogue of Life.